# Igor Przegrodzki
Igor Robert Przegrodzki (ur. 15 kwietnia 1926 w Landwarowie, zm. 27 lipca 2009 w Konstancinie-Jeziornie) – polski aktor filmowy, teatralny, i telewizyjny, reżyser teatralny, pedagog.

## Życiorys
Zawodu aktora uczył się w czasach okupacji w tajnym Studium Teatralnym w Wilnie. Jego debiut teatralny w roli Freda w Pigmalionie George’a Bernarda Shawa miał miejsce w marcu 1945 na scenie Teatru na Pohulance.
Związany był z Teatrem Polskim we Wrocławiu, gdzie stworzył dziesiątki ról: m.in. starego w Krzesłach Eugène'a Ionesco, starego aktora w Garderobianym Ronalda Harwooda i króla-ojca w Ślubie Witolda Gombrowicza. Stworzył dziesiątki kreacji w spektaklach Teatru Telewizji, w filmach i serialach oraz w Polskim Radiu. Poza tym Igor Przegrodzki reżyserował w operze i operetce, uczył na Wydziale Wokalnym Akademii Muzycznej we Wrocławiu, pełnił funkcję dziekana w Państwowej Wyższej Szkole Teatralnej im. Ludwika Solskiego w Krakowie, przez pięć lat był dyrektorem Teatru Polskiego, był też wykładowcą w Studium Dramatycznym przy Teatrze. Grał w przedstawieniach wielu reżyserów: od Tadeusza Minca, przez Jerzego Grzegorzewskiego, po Pawła Miśkiewicza.
Ostatnie lata życia spędził jako aktor warszawskiego Teatru Narodowego.
Msza żałobna odbyła się 3 sierpnia 2009 w kościele św. Brata Alberta i św. Andrzeja Apostoła w Warszawie (kościele środowisk twórczych); aktor został pochowany następnego dnia na cmentarzu św. Wawrzyńca we Wrocławiu.

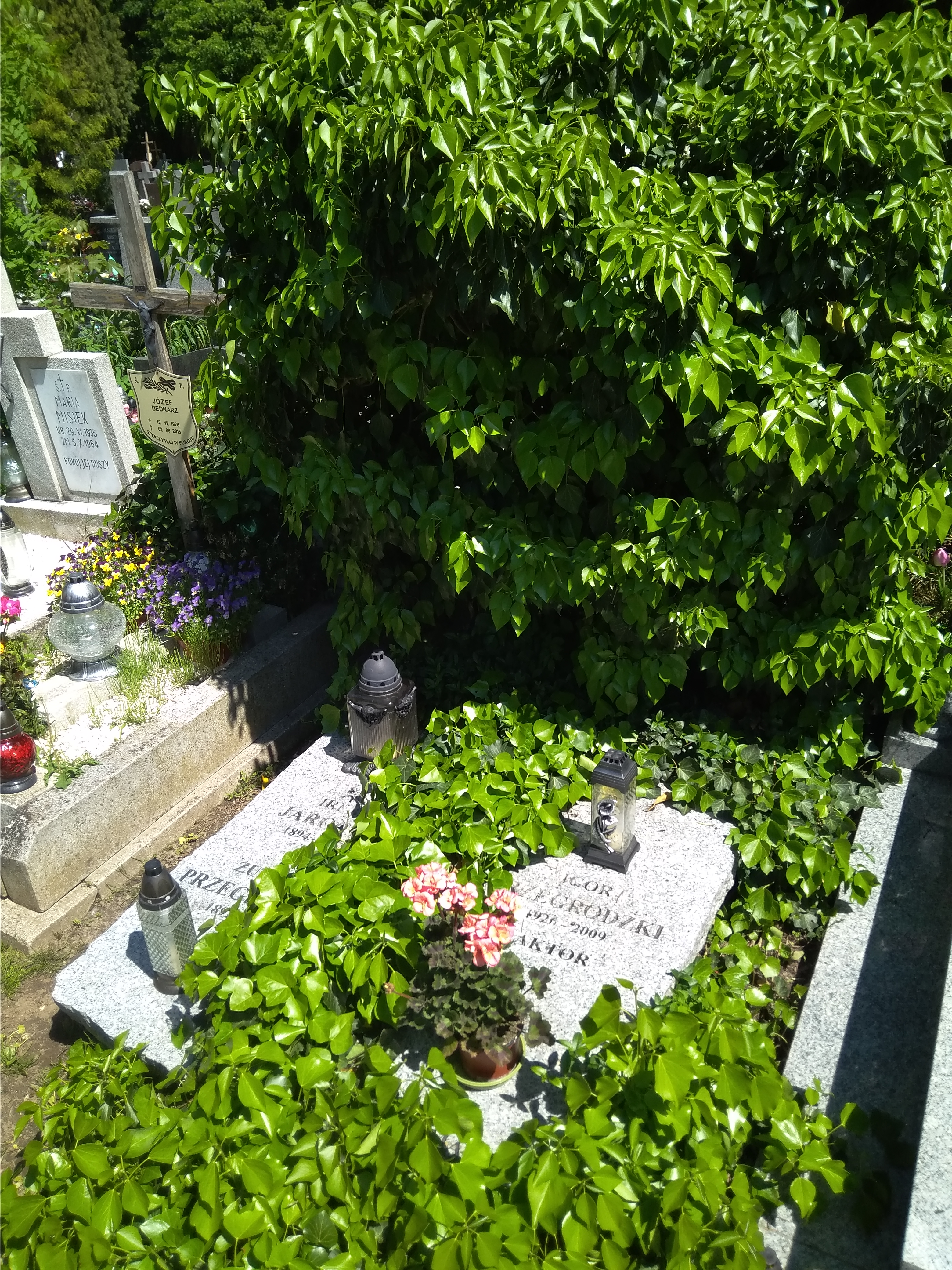
Grób Igora Przegrodzkiego na cmentarzu św. Wawrzyńca we Wrocławiu (pole 3, aleja boczna, grób 354)

## Filmografia
- Hamlet Stanisława Wyspiańskiego (spektakl telewizyjny) (2006) – Kazimierz Kamiński
- Bezmiar sprawiedliwości (2006) − arcybiskup
- Parę osób, mały czas (2005)  – ojciec Jadwigi Stańczakowej
- Przeprowadzki  (serial telewizyjny) (2000) – kuchmistrz Michał Sokołek (odc. 5)
- Plebania (serial telewizyjny) (2000–2005) –biskup ordynariusz (odc. 28, 519, 523, 524, 529, 536)
- Świat według Kiepskich (1999, 2005) – ksiądz (odc. 2, 10, 31), matka Mariana Paździocha (odc. 215)
- Siedlisko (serial telewizyjny) (1998) − organista Gabriel Piórkowski
- Wynajmę pokój... (1993) – pan Teodor
- Ostatni prom (1989) – lekarz na promie
- Marcowe migdały (1989) – profesor Olszyna
- Mistrz i Małgorzata (serial telewizyjny) (1988) – Berlioz (odc. 1, 2)
- Najdłuższa wojna nowoczesnej Europy (serial telewizyjny) (1981) – abp Mieczysław Ledóchowski
- Gazda z Diabelnej (1979) − nauczyciel Kosiński
- Yesterday (1984)
- Test pilota Pirxa (1978) – Mc Guirr, pracownik "Cybertronixa
- Stawka większa niż życie (serial telewizyjny) (1968)
- Lalka (1968) – arystokrata
- Rękopis znaleziony w Saragossie (1964) – żołnierz
- Pętla (1957) – kolega Kuby

## Odznaczenia, nagrody i wyróżnienia
- Krzyż Komandorski z Gwiazdą Orderu Odrodzenia Polski (2004)
- Krzyż Komandorski Orderu Odrodzenia Polski (1985)
- Krzyż Oficerski Orderu Odrodzenia Polski 1976)
- Krzyż Kawalerski Orderu Odrodzenia Polski (1964)
- Złoty Krzyż Zasługi (1953)
- Medal 30-lecia Polski Ludowej (1975)
- Złoty Medal „Zasłużony Kulturze Gloria Artis” (2006)[3]
- Odznaka 1000-lecia Państwa Polskiego (1965)
- Odznaka Zasłużony Działacz Kultury (1982)
- Złota Odznaka „Zasłużony dla miasta Wrocławia i województwa wrocławskiego” (1977)
- Nagroda Prezesa Rady Ministrów I stopnia za twórczość artystyczną w dziedzinie teatru, za całokształt osiągnięć aktorskich (1979)
- Nagroda Ministra Kultury i Sztuki III stopnia (1971)
- Nagroda Ministra Kultury i Sztuki w dziedzinie teatru w zakresie sztuki aktorskiej (1999)
- Nagroda Ministra Kultury i Sztuki II stopnia za szczególne osiągnięcia w pracy dydaktyczno-wychowawczej w PWST w Krakowie (filia we Wrocławiu) (1981)
- Nagroda Ministra Kultury i Sztuki za rok 1998 w dziedzinie sztuki aktorskiej (1999)
- Nagroda Przewodniczącego Komitetu do Spraw Radia i Telewizji I stopnia (zespołowa) za osiągnięcia aktorskie (1982)
- Nagroda na I Festiwalu Teatrów Śląska i Opolszczyzny za rolę Poety w spektaklu Wesele Stanisława Wyspiańskiego w Teatrach Dramatycznych we Wrocławiu (1960)
- Nagroda na XII Festiwalu Polskich Sztuk Współczesnych we Wrocławiu za rolę Robespierre’a w spektaklu Thermidor Stanisławy Przybyszewskiej w Teatrze Polskim we Wrocławiu (1971)
- Nagroda na XVII Festiwalu Polskich Sztuk Współczesnych we Wrocławiu za rolę ojca w spektaklu Ślub Witolda Gombrowicza w Teatrze Polskim we Wrocławiu (1976)
- Nagroda na VI Opolskich Konfrontacjach Teatralnych w Opolu za rolę Szambelana w spektaklu Pan Jowialski Aleksandra Fredry w Teatrze Polskim we Wrocławiu (1980)
- Nagroda na XII Opolskich Konfrontacjach Teatralnych w Opolu za rolę Fizdejki w spektaklu Janulka, córka Fizdejki (1986)
- Nagroda na XXV Festiwalu Polskich Sztuk Współczesnych we Wrocławiu za rolę Laurentego w spektaklu Na czworakach (1986)
- Nagroda im. Aleksandra Zelwerowicza – przyznana przez redakcję miesięcznika „Teatr” za rolę Iwana Wasiliewicza w Powieści teatralnej Michaiła Bułhakowa w reż. Macieja Wojtyszki w Teatrze Telewizji (1988)
- Złoty Wawrzyn im. Adama Grzymały-Siedleckiego (1990)
- Grand Prix na XXXII na Kaliskich Spotkaniach Teatralnych w Kaliszu za rolę Sira w „Garderobianym” w Teatrze Polskim we Wrocławiu (1992)
- Nagroda I stopnia na XXXIV na Kaliskich Spotkaniach Teatralnych w Kaliszu za rolę starego w spektaklu Krzesła Eugene’a Ionesco w Teatrze Polskim we Wrocławiu (1994)
- Nagroda Główna na XXXVII Kaliskich Spotkaniach Teatralnych w Kaliszu za rolę Berengera I w przedstawieniu Król umiera czyli Ceremonie Eugene’a Ionesco w Teatrze Polskim we Wrocławiu (1997)
- Honorowa Złota Iglica – pięciokrotnie (1978, 1979, 1981, 1988, 1992)
- Złota Iglica – siedmiokrotnie (1966, 1970, 1971, 1973, 1974, 1975, 1980)
- Srebrna Iglica – czterokrotnie (1967, 1969, 1976, 1977)
- Iglica 40-lecia (1985)
- Złoty Wawrzyn Grzymały (1989)
- „Złoty Ratusz” – nagroda przyznana przez Muzeum Miejskie we Wrocławiu (2003)
- Wyróżnienie na VI Międzynarodowym Festiwalu Teatrów Eksperymentalnych w Kairze, za rolę starego w spektaklu Krzesła Eugene’a Ionesco w Teatrze Polskim we Wrocławiu (1994)